# Емілі (ураган, 2005)
Ураган Емілі (англ. Hurricane Emily) — потужний тропічний циклон на початку сезону, який завдав значної шкоди Малим Антильським островам, Карибському басейну та Мексиці. П’ятий названий шторм рекордного сезону атлантичних ураганів 2005 року, Емілі є одним із двох атлантичних ураганів 5 категорії, зафіксованих у липні, разом із ураганом Берил у 2024 році.

## Зона впливу

### Кариби
14 липня ураган прийшов в Гренаду, це другий сильний ураган після урагану Іван, який вдарив по островах менш ніж за рік до того. Емілі призвела до загибелі та значного збитку в північній частині країни. 16 будинків зруйновано, ще більше 200 пошкоджено, а дві основні лікарні були затоплені. Збитки від урагану сягнули 110 мільйонів доларів. Повідомлялося про зсуви на сході Ямайки, викликані сильним дощем, коли шторм проходив на південь від острова. П'ять людей загинули через аварію, збитки від урагану на Ямайці становили 65 мільйонів доларів. Повідомлялося також про пошкодження в Тринідад і Тобаго, де зсуви та повені пошкодили кілька будинків. У Гондурасі чоловік потонув у річці, коли вона вийшла із берегів через сильні дощі від проходження урагану Емілі

### Мексика
| Country                 | Fatalities | Damage (USD)     |
| Гренада                 | 1          | $110.4 million   |
| Ямайка                  | 5          | $65 million      |
| Гаїті                   | 5          | N/A              |
| Гондурас                | 1          | N/A              |
| Мексика                 | 5          | $834.3 million   |
| Сполучені Штати Америки | 0          | $4.8 million     |
| Разом                   | 17         | $1.014 мільйонів |

Ушкодив півострів Юкатан 18 липня, ставши ураганом категорії 4, великі збитки очікувались від вітрів із швидкістю 135 км / год. Найбільш сильного впливу зазнали райони Плайя-дель-Кармен, Тулум та Козумель. Через відносно швидкий рух Емілі, кількість опадів була досить незначною, досягаючи 120 мм (4,9 дюйма).
Сильний вітер урагану Емілі спричинив значний вплив на Кінтана-Роо, особливо в муніципалітеті Солідарідад, залишивши майже 200 000 будинків без світла. 851 будинок зазнав різного ступеня ушкоджень. Приблизно 13,345 десятин (5,400 га) лісів та сільськогосподарських угідь постраждали від шторму; деякі ділянки дерев зазнали дефоліації. Найбільш істотні збитки, пов'язані з ураганом, пов'язані з туристичною індустрією. Готелям завдано збитків на 947 мільйонів песо (88,7 мільйонів доларів) збитків. Понад 12 500 номерів, майже п'ята частина доступної готельної інфраструктури держави, зазнали ушкоджень. Загалом збиток державі сягнув 1,11 млрд песо (104,3 млн. Дол. США). Другий вихід на сушу Емілі як потужного урагану категорії 3 завдав значної шкоди північно-східному узбережжю Мексики. У рибальській громаді Лагуна Мадре понад 80 % будівель було знищено внаслідок штормового нагону.

### Техас
На півдні Техас пошкодження були відносно незначними, незважаючи на близькість шторму. Частини штату зазнали вітрів та поривів до 65 км/год. Не було зафіксовано значних структурних пошкоджень, хоча деякі дерева були знищені, а понад 30 000 людей відключено від електроенергії. Окрім того, в Техасі внаслідок урагану Емілі з'явилося вісім смерчів, пошкодивши чи знищивши кілька будинків. Відзначили деякі позитивні ефекти; залишки Емілі пройшли далі на захід від Техасу та доставили вкрай необхідні опади, що допомогло полегшити посуху. Сільськогосподарські втрати в Техасі склали $ 4,7 мільйонів, тоді як майнові збитки сягнули 225 000 доларів США.